# Чиженко, Иван Миронович
Иван Миронович Чиженко  (27 марта 1916, Козин, Киевская губерния — 2004) — советский и украинский учёный в области электротехники, доктор технических наук, профессор, академик Национальной академии наук Украины (1988), заведующий кафедрой теоретических основ электротехники (1950—1989), проректор по научной работе (1959—1969), советник ректора КПИ (с 1989).

## Биография
Трудовая деятельность началась в 1931 году. Образование получил в школе фабрично-заводского ученичества, на рабфаке. В 1935 году поступил в Киевский политехнический институт, который окончил в 1940 году с отличием, после чего работал инженером центральной высоковольтной лаборатории Днепрэнерго.
В 1941—1945 годах принимал непосредственное участие в боях на фронтах Великой Отечественной войны, пройдя путь от Волги до Эльбы и Праги. Награждён двумя орденами Отечественной войны 2-й степени, орденом Красной Звезды, боевыми медалями.
После демобилизации из Советской армии возобновил научную и педагогическую деятельность в Киевском политехническом институте, пройдя путь от ассистента до профессора. В 1949 году защитил кандидатскую, в 1963 году — докторскую диссертацию.

## Научная деятельность
Создал научную школу в области вентильно-преобразовательной техники.
Под руководством Ивана Мироновича Чиженко подготовлено 50 кандидатов и докторов наук. Его лекции прослушали более 20 тысяч студентов.
Им опубликовано более 300 научных трудов, в том числе 15 книг. Имеет 32 авторских свидетельства на изобретения, которые получили широкое признание.

### Научные труды
- Чиженко И. М. Справочник по преобразовательной технике / Киев: Техника, 1978. — 447 с.

## Награды
- Дважды Орден Отечественной войны 2-й степени;
- Орден Ленина (1961);
- Орден Красной Звезды;
- Ленинская премия (1962) — за участие в разработке, исследовании и внедрении компенсационных ртутно-выпрямительных агрегатов;
- Государственная премия УССР в области науки и техники (1982);
- Заслуженный деятель науки и техники УССР (1974);
- Медаль «За боевые заслуги»;
- Медаль «За оборону Сталинграда».